# Harriette Cole
Harriette Cole (Baltimora, 14 marzo 1961) è una stilista, editrice e scrittrice statunitense.

## Biografia
Cole è nata il 14 marzo 1961 a Baltimora, nel Maryland. I suoi genitori sono Doris Freeland Cole, una maestra d'asilo in pensione e l'onorevole Harry A. Cole, il primo giudice afroamericano della Corte d'Appello del Maryland . Ha due sorelle, Susan Hill, vicepresidente della Disney a Los Angeles e Stephanie Hill, vicepresidente della Lockheed Martin nel Maryland .
Ha frequentato le scuole pubbliche di Baltimora e, successivamente si è diplomata alla Western High School per sole ragazze.

## Carriera
Dopo essersi diplomata al college ha lavorato per la politica Barbara Boxer. Successivamente è diventata assistente alla redazione di Essence Magazine nella sezione lifestyle, che le ha permesso di viaggiare in tutto il mondo.
I suoi viaggi l'hanno portata in Costa d'Avorio nell'Africa occidentale, Zimbabwe nell'Africa meridionale, Bahia, Brasile, Parigi, Francia, attraverso i Caraibi e anche negli Stati Uniti.
Nel 1995 ha lasciato Essence e ha lanciato una sua società, la Harriette Cole Media.
Ha scritto numerosi libri tra cui How to Be: A Guide to Conscious Living, Choose Truth, Vows and Comeing Together; ha contribuito a lanciare numerose riviste come American Legacy Woman e Uptown; ha lavorato per la rivista Ebony, diventandone redattore capo.
Cole ha condotto un programma sulla ABC Family Channel, chiamato Perfect Match New York . Inoltre, ha presentato un programma radiofonico sulla radio XM Satellite, chiamato Pulse. È stata ospite frequente del The Today Show ed è apparsa in numerosi programmi e reti televisive, come The Oprah Winfrey Show, MSNBC, National Public Radio e Black Entertainment Television.

## Vita privata
Dal 1993, è sposata con il fotografo George Chinsee. La coppia ha una figlia, Carrie Emmanuelle Cole Chinsee, nata nel 2003.